# Andrzej Schinzel
Andrzej Bobola Maria Schinzel (Sandomierz, 5 de abril de 1937 – 22 de agosto de 2021) foi um matemático polonês.

## Biografia
Em 1960 concluiu doutorado na Universidade de Varsóvia, sendo orientado por Wacław Sierpiński.
Sua área principal de interesse foi a teoria dos números. Foi professor do Instituto de Matemática da Academia de Ciências da Polônia (IM PAN). Uma conjectura por ele formulada sobre os valores primos de polinômios, conhecida como hipótese H de Schinzel, atraiu a atenção de diversos especialistas sobre a teoria dos números.
Schinzel é autor de mais de 200 artigos de pesquisa em vários ramos da teoria dos números, incluindo teoria dos números elementar, analítica e algébrica. Ele foi o editor da Acta Arithmetica por mais de quatro décadas.